# Silvio Ferrari (arbitro)
Silvio Ferrari (Milano, 29 aprile 1917 – ...) è stato un arbitro di calcio italiano.

## Carriera
Per la sezione milanese ha diretto a disposizione della Commissione Arbitri Nazionale o C.A.N. dal 1951, in Serie B arbitra per la prima volta a Valdagno l'8 febbraio 1953 nell'incontro Marzotto-Siracusa (2-0), in otto stagioni arbitra 69 partite del campionato cadetto. L'esordio nella massima serie lo compie a Roma il 12 giugno 1955 nella penultima giornata di campionato dirigendo Roma-Catania (3-1), in Serie A dirige 37 partite in sei stagioni, l'ultima direzione il 5 giugno 1960 ad Alessandria, nell'ultimo turno del torneo ed era la partita Alessandria-Lazio (0-0).